# A Warm Reception
A Warm Reception è un cortometraggio muto, girato nel 1916, del regista Will Louis e interpretato da Oliver Hardy nel ruolo di Babe, una ragazza molto buffa e goffa.